# Perry Rose
Pour les articles homonymes, voir Rose.
Ne doit pas être confondu avec Penny Rose.
Perry Rose est un auteur-compositeur-interprète belgo-irlandais né à Bruxelles le 9 mai 1961 .
Actif en Belgique, France, Suisse  et en Irlande depuis son premier album Because of You en 1991. En 1983, il sortit un Vinyle 45 tours intitulé Bus Stop comprenant 2 titres et 1 remix, non disponible dans le commerce, parfois disponible dans les médiathèques sur le label Label New Dance.

## Biographie
Alliant la pop et la musique folk, Perry Rose est issu d'une famille du cirque. Depuis ses débuts, il a enregistré dix albums. En 2001, Perry Rose accompagne le groupe belge Urban Trad, puis participe à la troupe de théâtre belge Les Déménageurs ainsi que d'autres troupes destinées aux enfants.

## Distinctions
- 2005: Chevalier de l'Ordre de Léopold II[2]

## Discographie
- 1983 : Bus Stop
- 1991 : Because of You
- 1992 : All Seasons
- 1996 : The Bright Ring of the Day
- 1996 : Green Bus
- 1998 : The Triumphant March
- 1999 : Celtic Circus
- 2002 : Hocus Pocus
- 2004 : Happy Live (enregistré en public)
- 2012 : Wonderful
- 2014 : Splendid